# Yphthimoides arius
Yphthimoides arius är en fjärilsart som beskrevs av Gustav Weymer 1911. Yphthimoides arius ingår i släktet Yphthimoides och familjen praktfjärilar. Inga underarter finns listade i Catalogue of Life.